# Province de l'Est (Zambie)
Pour les articles homonymes, voir Province de l'Est.

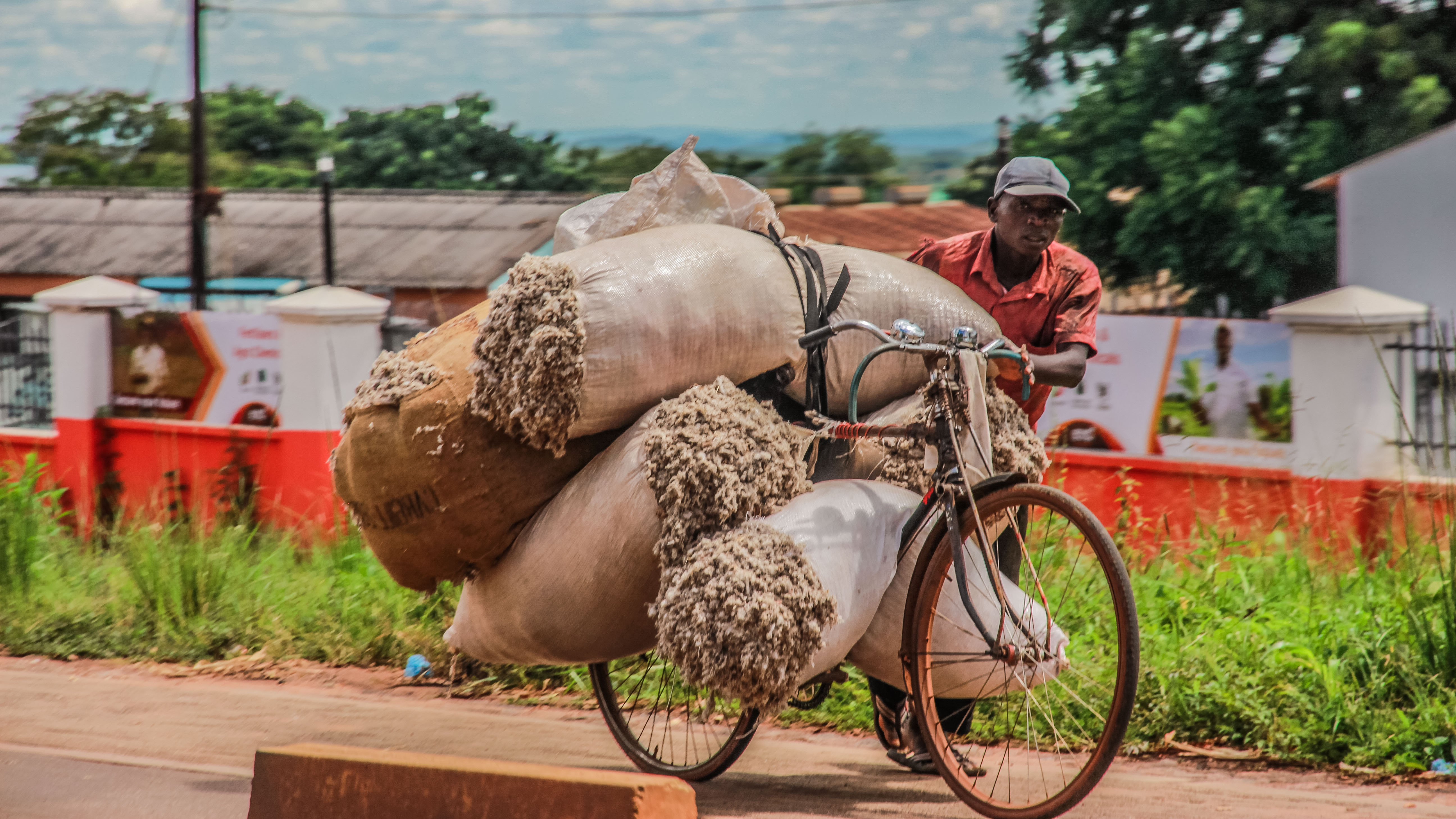
Transport de coton entre Chipata et Mfuwe.

La province de l'Est (en anglais : Eastern Province) est une province du nord-est de la  Zambie.

## Districts

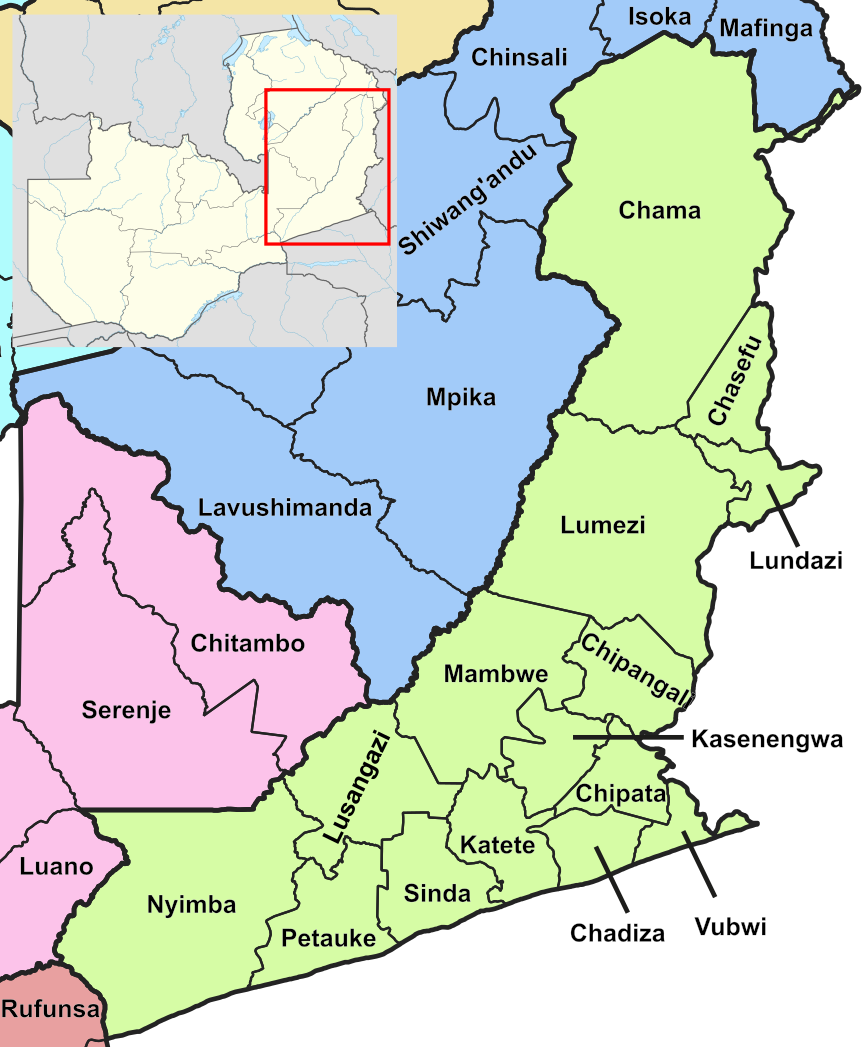
Districts de la province

La province est divisée en huit districts : 
- Chadiza
- Chama
- Chasefu
- Chipangali
- Chipata
- Kasenengwa
- Katete
- Lumezi
- Lundazi
- Lusangazi
- Mambwe
- Nyimba
- Petauke
- Sinda
- Vubwi